# District de Satsuma
Le district de Satsuma (薩摩郡, Satsuma-gun) est un district de la préfecture de Kagoshima au Japon.
Au 1er novembre 2014, sa population était de 22 690 habitants pour une superficie de 303,96 km2.

## Commune du district
- Satsuma